# Говце
Говце (словен. Govce) — поселення в общині Лашко, Савинський регіон, Словенія. Висота над рівнем моря: 550,7 м. 